# Bernd Hagenkord
Bernd Hagenkord SJ (* 4. Oktober 1968 in Hamm; † 26. Juli 2021 in München) war ein deutscher Ordensgeistlicher (Jesuit) und kirchlicher Journalist. Er leitete von 2009 bis 2019 die deutschsprachige Redaktion von Radio Vatikan bzw. ab Dezember 2017 Vatican News.

## Leben
Nach dem Abitur 1988 am Städtischen Gymnasium in Ahlen leistete Bernd Hagenkord zunächst seinen Wehrdienst ab. Anschließend studierte er Geschichte und Journalismus an der Justus-Liebig-Universität Gießen, später an der Universität Hamburg. 1992 trat er in Münster in die Ordensgemeinschaft der Jesuiten ein. Er studierte Philosophie an der Münchener Ordenshochschule und Geschichte an der LMU München, unter anderem bei Winfried Schulze. 1997 war er im Canisius-Kolleg in Berlin tätig. 1999 begann er sein Theologiestudium am Heythrop College in London. 2002 erhielt er die Diakonenweihe und wurde kurze Zeit später in der Kölner Jesuitenkirche St. Peter von Bischof Felix Genn zum Priester geweiht.
Von 2002 bis 2008 war er Jugendseelsorger an der Sankt-Ansgar-Schule in Hamburg und wirkte als geistlicher Leiter des Schülerinnen- und Schülerverbandes Katholische Studierende Jugend (KSJ). Von 2004 bis 2007 war er Sprecher der Jugendseelsorgekonferenz; von 2007 bis 2012 Bundeskaplan der KSJ. Ab 2008 absolvierte er den letzten Abschnitt seiner Ordensausbildung in Chile und legte am 7. April 2010 seine letzten Gelübde ab. Zwischenzeitlich hospitierte er beim Kölner Domradio und lernte Italienisch.
Bernd Hagenkord übernahm zum 1. Oktober 2009 in der Nachfolge des Jesuiten Eberhard von Gemmingen die Leitung der deutschsprachigen Abteilung von Radio Vatikan. Im Zuge der Reform der Vatikanmedien wurde er im Dezember 2017 Leitender Redakteur von Vatican News und Koordinator der über dreißig Sprachabteilungen. Die deutschsprachige Sektion wurde bereits seit diesem Zeitpunkt kommissarisch von Stefan von Kempis geleitet. Hagenkord war Mitglied und Mitbewohner der Jesuitengemeinschaft der Casa San Pietro Canisio in Rom.
Nach zehnjähriger Tätigkeit in Rom kam Hagenkord im August 2019 nach Deutschland zurück und übernahm im Herbst desselben Jahres als Ordensoberer die Leitung des Berchmannskollegs in der Münchener Kaulbachstraße. Das Kolleg ist die zur ordenseigenen Hochschule für Philosophie gehörende Ordenskommunität der Jesuiten mit 40 Mitgliedern (Stand: 2019), von denen etwa die Hälfte an der Ordenshochschule unterrichten. Hagenkords Nachfolger als Redaktionsleiter der deutschsprachigen Medienabteilung von Vatican News wurde Kempis. Hagenkord lehrte langjährig an der Katholischen Journalistenschule ifp in München.
Ende September 2019 gab die Deutsche Bischofskonferenz bekannt, dass Hagenkord von den deutschen Bischöfen und dem Zentralkomitee der deutschen Katholiken gemeinsam mit der Theologin Maria Boxberg (* 1956) aus Augsburg von der Gemeinschaft Christlichen Lebens (GCL) mit der geistlichen Begleitung des sogenannten Synodalen Wegs zur Zukunft der katholischen Kirche in Deutschland beauftragt wurde, eines mehrjährigen Gesprächs-, Entscheidungs- und Reformprozesses der römisch-katholischen Kirche in Deutschland. Im April 2021 wurde er von der Vollversammlung als Einzelpersönlichkeit in das Zentralkomitee der deutschen Katholiken gewählt. Am 23. Juli 2021 gab er sein Amt als geistlicher Begleiter des Synodalen Wegs aus gesundheitlichen Gründen ab.
Bernd Hagenkord starb in der Nacht vom 25. auf den 26. Juli 2021 im Alter von 52 Jahren in München an den Folgen einer Krebserkrankung. Die Beisetzung erfolgte auf dem Jesuitenfriedhof auf dem Gelände des ursprünglichen Berchmannkollegs (heute Erzbischöfliche Tagesheimschulen Pullach) in Pullach.

## Schriften
- jugend@gott. Echter, Würzburg 2005, ISBN 978-3-429-02678-3.
- Fiatalok@isten. Szent István Társ, Budapest 2008, ISBN 978-963-277-027-7 (in ungarischer Sprache).

## Nachrufe
- Ingo Brüggenjürgen: Domradio.de trauert um Pater Bernd Hagenkord: In jeder Hinsicht ein SJ. In: domradio.de. 26. Juli 2021, abgerufen am 26. Juli 2021.
- Philipp Gessler: Weltoffener, katholischer Visionär. In: taz. 26. Juli 2021, abgerufen am 27. Juli 2021.
- Stefan Kempis: Abschied von P. Hagenkord. In: Vatican News. 26. Juli 2021, abgerufen am 26. Juli 2021.
- Christine Seuss, P. Jozef Bartkovjiak SJ: Pater Bernd Hagenkord ist tot. In: Vatican News. 26. Juli 2021, abgerufen am 26. Juli 2021.